# Intefe II
Intefe II ou Antefe II, cujo nome de Hórus era Uaanque (W3ḥ-ˁnḫ), foi o terceiro faraó da XI dinastia do Primeiro Período Intermediário. Reinou por quase 50 anos, de 2112 até 2 063 a.C..